# Technologie-Scouting
Unter Technologie-Scouting versteht man die strukturierte Beobachtung und das frühzeitige Erkennen von Veränderungen, Potentialen und relevantem Wissen technologischer Entwicklungen und Prozesse. In der Regel bedeutet das eine durch die Nachfrage getriebene Recherche nach Experten oder deren implizitem Wissen, die Lösungen für eine konkrete Fragestellung bieten. Dieses zielgerichtete Vorgehen findet sich u. a. als aktives Element im Technologietransfer bei der Vermittlung  von Kooperationsvorhaben zwischen Unternehmen und wissenschaftlichen Einrichtungen. Oft wird in diesem Zusammenhang auch der Begriff Matching verwendet, weil es um das Herstellen passgenauer Kontakte und Verbindungen von Personen und Kompetenzen geht.

## Motivation
Unternehmen sehen die Gründe für steigenden Scouting- und Transferbedarf externer Technologiequellen im Wesentlichen in der Globalisierung, der Reduzierung eigener Forschungsaktivitäten, dem erhöhten Effektivitätsdruck auf Forschung und Entwicklung, der zunehmenden technologischen Diversifizierung und steigenden Komplexität von Technologien.

## Definitionen

### Technologie Scout
Der Technologie Scout ist ein eigener Mitarbeiter oder externer Berater eines Unternehmens. Er arbeitet in Vollzeit oder Teilzeit zum Beispiel in der Forschung und Entwicklung oder einer Stabsabteilung. Die Anforderungen an einen Technologiescout umfassen im Wesentlichen Organisations- und Kommunikationsgeschick, einschlägige Branchenerfahrung, die Kenntnis funktionierender Verwertungsstrukturen, Gespür für technische und wirtschaftliche Zusammenhänge und breite interdisziplinäre Fachkompetenz.

### Technologie-Scouting
Technologie-Scouting ist ein systematischer Ansatz, in dem ein Unternehmen das technologische Umfeld beobachtet, neue Technologien bewertet und gegebenenfalls die Akquise von Technologien oder technologie-orientierten Start-ups vorbereitet. Technologiescouting kann gerichtet auf einen bestimmten technologischen Bereich oder ungerichtet erfolgen. Das Technologiescouting nutzt sowohl formale wie informale Quellen, wie persönliche Kontakte. Technologiescouting ist Teil der Strategischen Frühaufklärung von Unternehmen.
Das Technologie-Scouting ist in der Regel von einem Auftrag abhängig, was den Zeitrahmen sowie das Suchfeld stark abgrenzt.

## Fallstudien
Dokumentierte Fallstudien umfassen:
- Cisco Systems[5][6]
- Deutsche Telekom[7]
- Deutsches Zentrum für Schienenverkehrsforschung[8][9]
- Elf Aquitaine[10]
- Phonak[11]